# Matehuala
Matehuala är en ort i Mexiko.   Den ligger i kommunen Matehuala och delstaten San Luis Potosí, i den centrala delen av landet, 500 km norr om huvudstaden Mexico City. Matehuala ligger 1 581 meter över havet och antalet invånare är 67 717.
Terrängen runt Matehuala är platt österut, men västerut är den kuperad. Terrängen runt Matehuala sluttar österut. Runt Matehuala är det ganska tätbefolkat, med 75 invånare per kvadratkilometer. Matehuala är det största samhället i trakten. Omgivningarna runt Matehuala är i huvudsak ett öppet busklandskap.